# Orquesta Sinfónica Simón Bolívar
La Orquesta Sinfónica Simón Bolívar è una delle orchestre più importanti del Venezuela e America Latina. Fu fondata il 12 febbraio 1975 dal Maestro José Antonio Abreu e conta molti strumentisti di alto livello, tra i quali il violinista Pablo Stredel, il violista Roisber Narvaez, il violoncellista Abner Padrino Reyes, alle percussioni Felix Mendoza e il flautista Fernando Martinez.

## Storia
L'orchestra è "il prodotto più rifinito" del Sistema delle Orchestre Giovanili del Venezuela, fondato dal maestro Abreu nel 1975. I componenti dell'orchestra provengono da varie parti del Venezuela e sono considerati i migliori in ciascuna delle orchestre locali. Molti dei suoi membri hanno ricevuto un aiuto per studiare in scuole prestigiose e conservatori di tutto il mondo. Con questa orchestra hanno lavorato direttori d'orchestra e interpreti di fama mondiale ed è andata in tournée in Europa, Asia e America, ricevendo buone recensioni.
È stata una delle orchestre preferite del direttore messicano Eduardo Mata. Hanno registrato insieme una serie di dischi di musica latino americana, tra cui opere di Villa-Lobos, Ginastera, Carlos Chávez e Antonio Estévez.
L'orchestra, che ha ricevuto il sostegno di tutti i governi del Venezuela, ha avuto successo grazie al lavoro instancabile del maestro Abreu, che ha ottenuto riconoscimento internazionale per il suo lavoro, al punto che in molti paesi vogliono replicare la formula da lui creata.
La OSSBV e il suo direttore artistico Gustavo Dudamel sono artisti esclusivi della Deutsche Grammophon, etichetta con la quale hanno registrato la Quinta Sinfonia e la Settima Sinfonia di Beethoven e la Quinta Sinfonia di Mahler; l'album di successo Fiesta, con opere di compositori latino-americani, e l'album Tchaikovsky, con la Quinta Sinfonia e la Francesca da Rimini.

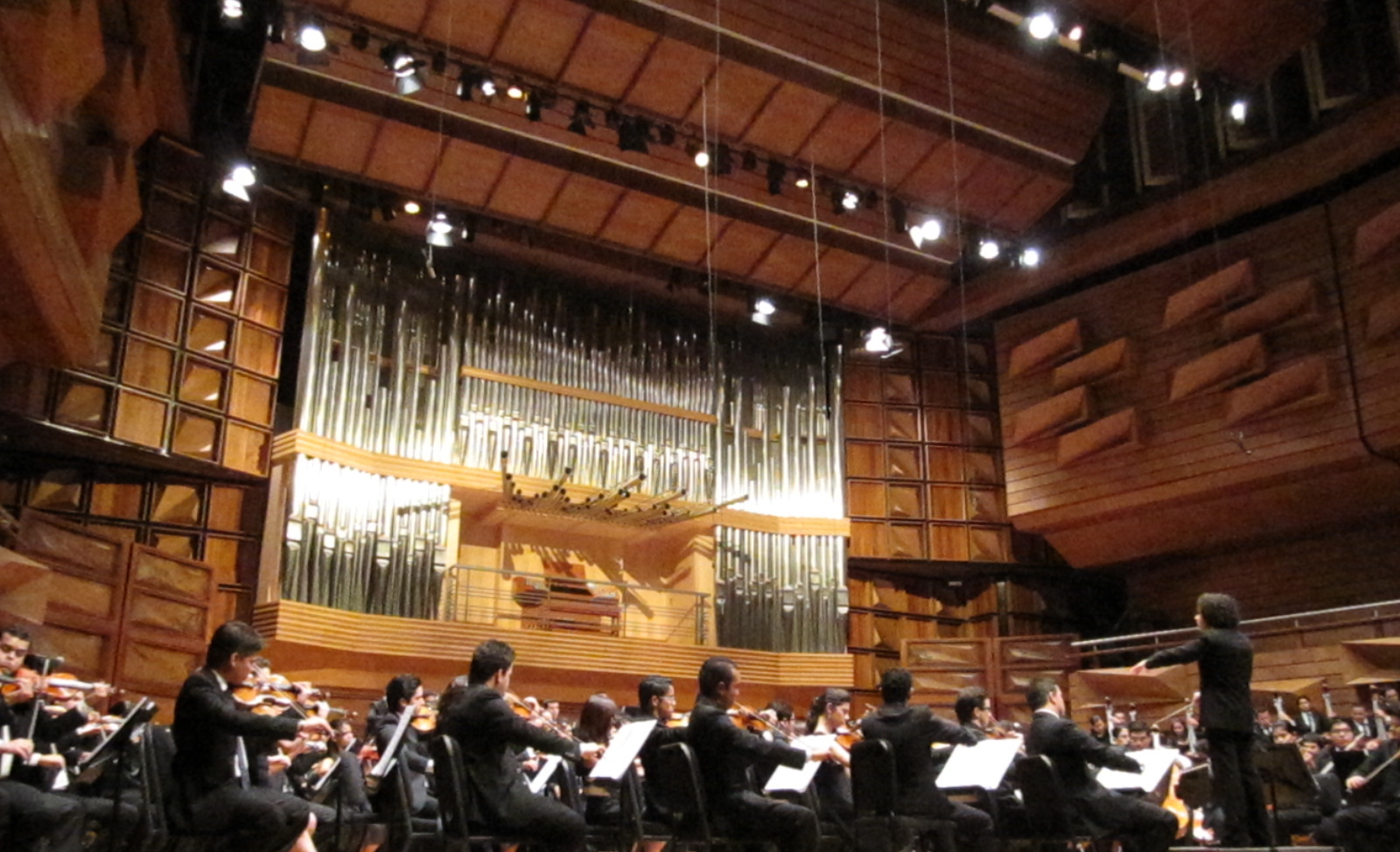
Gustavo Dudamel en concierto en el Centro Nacional de Acción Social para la Música en Caracas.

Oggi opera nel Centro latino-americano per l'azione sociale, la struttura progettata per l'insegnamento e la diffusione della musica. Ha diversi spazi distribuiti in aree di lezioni di musica, sale di prova strumentale e di pratica corale, la biblioteca, sale da concerto, tra cui la grande Sala Simon Bolivar con una capienza di 1100 spettatori e ha un grande organo tubolare donato dalla Fundación Polar, teatro, sale di musica da camera e un guscio acustico all'aperto, nella parte meridionale del palazzo che fa parte del Parque Los Caobos, inoltre laboratori di produzione di strumenti musicali, uno spazio per il Centro Nacional Audiovisual de Música Inocente Carreño (CNAMIC), cabine di registrazione, spogliatoi, bar, servizi amministrativi e sanitari. Ha anche attrezzature speciali come il sistema meccanico di teatro, illuminazione professionale, sistemi audio e video, server e reti con collegamento nazionale ed internazionale. È la sede permanente della Orquesta Sinfónica Simón Bolívar.
Tra agosto e settembre 2015 i musicisti de El Sistema tra cui la OSSB misero in scena a Milano (Italia) una stagione di concerti e opere liriche di successo al Teatro alla Scala e in altre sedi sotto l'apparenza di residenza artistica, senza precedenti per un gruppo simile. Inoltre hanno collaborato con l'Sinfónica Juvenil de Caracas, la Sinfónica Juvenil Teresa Carreño del Venezuela, la Sinfónica Nacional Infantil, il Coro de Manos Blancas ed il Ensemble Lara Somos.

## Direttori della OSSBV per nazionalità

### Venezuela
| Rosa Briceño              | José Calabrese            | José Carbonara     | Remy Carbonara     | David Carpio                | Gregory Carreño        | Inocente Carreño     | Rubén Capriles               |
| Gonzalo Castellanos Yumar | Pablo Castellanos         | Jorge Castillo     | Jorge Castro       | Mauro Cremisini             | Tulio Cremisini        | Cecilia De Majo      | Antonio Delgado              |
| Paul Dessene              | Frank Di Polo             | Raúl Díaz          | Joshua Dos Santos  | Gustavo Dudamel             | Antonio Estévez        | Luis Miguel González | Pablo González               |
| Cristian Grases           | Víctor Reyes              | María Guinand      | Diego Guzmán       | Angel Hernández             | Manuel Hernández-Silva | Isaac Hernández      | Jesús Hernández (Violinista) |
| Teresa Hernández          | Yuri Hung                 | María Octavia Issa | Felipe Izcaray     | Raphael Jiménez             | Manuel Jurado          | Eduardo Kusnir       | Igor Lanz                    |
| César Iván Lara           | Alberto Grau              | Manuel López       | Natalia Luis Bassa | José Maiolino               | Eddy Marcano           | Eduardo Marturet     | Alfredo Del Mónaco           |
| Diego Matheuz             | Andrés Eloy Medina        | Gustavo Medina     | Luis Morales Bance | Agustín Moreno              | Juan Carlos Núñez      | Isabel Palacios      | Juan Cristóbal Palacios      |
| Ennio Palumbi             | Leonardo Panigada         | Jesús Parra        | Rafael Payare      | Jesús Ignacio Pérez Perazzo | Rufo Pérez             | Vladimir Prado       | Eduardo Rahn                 |
| Carlos Riazuelo           | Carlos Cifuentes Escudero | Aldemaro Romero    | Alfredo Rugeles    | Fernando Ruiz               | José Sabatino          | José Saglimbeni      | Rodolfo Saglimbeni           |
| Miguel Sánchez            | Edgar Saume               | Christian Vázquez  | Elisa Vega         | Luis Vírgüez                | Jan Wagner             | Henry Zambrano       | Francisco Zapata             |

### Stati Uniti
| William Branchs | Gerald Brown       | Keith Brown   | Jonathan Cohler |
| Glenn Egner     | Sarah Ioannides    | Eugene Khon   | Lorin Maazel    |
| Wayne Marshall  | Carol Niebusch Noe | Rolf Smedvig  |                 |
| Carl St. Clair  | Joshua Weilerstein | John Williams |                 |

### Germania
| Wolfram Christ  | Matthias Gobel         | Raoul Gruneis    | Patrick Lange |
| Michael Hasel   | Diethlem Jonas         | Dirk Kaftan      |               |
| Abrecht Mayer   | Alexander Mickelthwate | Helmuth Rilling  |               |
| Walter Seyfarth | Nabil Shehata          | Wolfgang Trommer |               |

### Italia
| Claudio Abbado   | Bruno Aprea       | Primo Casale     | Alessandro Ferrari |
| Hugo Filoia      | Piero Gamba       | Vicenzo Mariozzi |                    |
| Andrea Morricone | Leone Magiera     | Vittorio Negri   |                    |
| Carlo Ponti Jr.  | Giuseppe Sinopoli | Omar Zoboli      |                    |

### Messico
| Carlos Chávez        | Eduardo Diazmuñoz         | Enrique Diemecke     | Eduardo García Barrios |
| Juan Carlos Lemonaco | Fernando Lozano Rodríguez | Eduardo Mata         |                        |
| Jesús Medina         | Arturo Pantaleón          | Carlos Miguel Prieto |                        |

### Spagna
| Theo Alcántara | Salvador Brotons          | Pablo Mielgo |
| Edmon Colomer  | Rafael Fruhbeck De Burgos |              |
| Manuel Galduf  | Jesús López Cobos         |              |

### Inghilterra
| Simon Rattle    | Alexander Shelley |
| Adrian Sunshine | Adrian Thorne     |
| Robin Ticciati  | Benjamin Zander   |
| James Judd      |                   |

### Francia
| Philippe Bernold   | François-Xavier Bilger | Antoine Duhamel    |
| Philippe Entremont | Olivier Grangean       | Fernand Quatrocchi |
| Bruno Mantovani    | Jean Jaques Werner     |                    |

### Argentina
| Alberto Balzanelli  | Mario Benzecry         |
| Simón Blech         | Pedro Ignacio Calderón |
| Guillermo Scarabino | Andrés Tolcachir       |

### Brasile
| Silvio Barbato | Issac Karabtchevsky |
| David Machado  | Fabio Mechetti      |
| Bruno Procopio | Roberto Tibirica    |

### Giappone
| Akira Endo       | Yoshikazu Fukumura |
| Michiyoshi Inoue | Kazushiro Koizumi  |
| Zen Obara        | Shunsaku Tsutsumi  |

### Uruguay
| Roberto García Mareco | Federico García Vigil |
| Jorge Risi            | José Serebrier        |
| Héctor Tosar          | Pablo Zinger          |

### Cile
| Eduardo Browne   | Juan Pablo Izquierdo |
| Keanu Valdés     | Manuel Menares       |
| Maximiano Valdés | Carlos Cifuentes     |

### Colombia
| Blas Emilio Atehortúa | Sergio Bernal    |
| Ernesto Díaz          | Alejandro Posada |

### Austria
| Geoge Cleve | Nikolaus Harnoncourt |
| Georg Mark  |                      |

### Polonia
| Krysztof Penderecki | Jerzy Semkow |
| Stanisław Wisłocki  |              |

### Russia
| Shlomo Mintz        | Mstilav Rostropovich |
| Alexander Schneider |                      |

### Canada
| Jean-Philippe Tremblay |
| Keri-Lynn Wilson       |

### Israele
| Rony Rogoff      |
| Pinchas Zukerman |

### India
| Mehli Mehta |
| Zubin Mehta |

### Perú
| Espartaco Lavalle  |
| Juan Carlos Santos |

### Australia
| Alan Barker |

### Belgio
| Dirk Brossé |

### Paesi Bassi
| Dick van Gasteren |

### Bolivia
| Jaime Laredo |

### Corea
| Sung Kwak |

### Cuba
| Carlos Fariña |

### Ecuador
| Patricio Aciaga |

### El Salvador
| Germán Cáceres |

### Scozia
| George Hurst |

### Slovacchia
| Bystrik Rezucha |

### Finlandia
| Esa-Pekka Salonen |

### Guatemala
| Jorge Sarmientos |

### Ungheria
| Kalman Berkes |

### Lituania
| Jouuzas Domarkas |

### Nicaragua
| Francisco Jarquín |

### Portogallo
| Manuel Ivo Cruz |

### Romania
| Sergiu Comisiona |

### Svizzera
| Peter Maag |